# スパンク・ロック
スパンク・ロック（spank rock）は、アメリカ合衆国はフィラデルフィア出身のヒップホップ・グループである。

## 概要
彼らの発信する音楽は「ボルチモア・サウンド」などとも呼ばれる。オルタナティヴ・ヒップホップといったアンダーグラウンド系のヒップホップ・シーンからの影響が色濃いスタイルを取るが、一方で、クラブ・シーンとのクロスオーバーを反映するように、デジタル・エフェクトやブレイクビーツを多用するエレクトロ・トラックを全面に展開している。
ケミカル・ブラザーズとは「Keep My Composure」で共演し、ネオン・ネオンのアルバム『Stainless Style』でもゲスト参加を行うなど、他ジャンルのミュージシャンとの交流も盛んである。
ボルチモアのアンダーグラウンド・シーンを賑わす存在であったスパンク・ロックは、その噂をいち早く聞きつけたディプロの介在を受けてM.I.A.とのコラボツアーを行い大きく注目を集めた。その後、有力レーベルのニンジャ・チューン傘下で気鋭のヒップホップ・レーベル「ビッグ・ダダ」より2006年に１stアルバム『YoYoYoYoYo』をリリース、同作はクラブ／ヒップホップ系リスナーを中心にゴールド・ディスク獲得の大ヒットを記録。同年の多くの音楽賞にノミネートされる高評価を受けた。
同じ2006年4月に初来日、同年のサマーソニックへの出演も果たしている。

## メンバー
- ナイーム・ジュワン（a.k.a ＭＣスパンク・ロック） Naeem Juwan ： a.k.a Mc Spank Rock  - MC
- トリプルエクスチェンジ XXXchange  - DJ
- クリス・ロックスウェル Chris Rockswell
- ロニー・ダーコ Ronnie Darko

## ディスコグラフィー

### アルバム
- YoYoYoYoYo (2006)

### 参加作品
1. dj KENTARO「Free」（2007年2月17日）
2. dj KENTARO「Enter」（2007年2月28日）
3.Free(feat.SPANK ROCK)
8.Space Jungle(feat.SPANK ROCK)